# Aleksandr Turchin
Alexandr Genrikhovich Turchin (en ruso: Алексaндр Гeнрихович Турчин, en bielorruso: Аляксaндaр Гeнрыч Турчын; Novogrúdok, 2 de julio de 1975) es un político bielorruso que se desempeña como primer ministro de Bielorrusia desde el 10 de marzo de 2025. Previamente fue presidente del comité ejecutivo de la Región de Minsk desde el 3 de diciembre de 2019. Anteriormente se desempeñó como vice primer ministro de Bielorrusia de 2018 a 2019.
El 17 de diciembre de 2020, Turchin fue sancionado por la Unión Europea. Albania, Islandia, Liechtenstein, Montenegro, Macedonia del Norte, Noruega y Suiza se alinearon con estas sanciones. Turchin también tiene prohibido entrar en el Reino Unido desde el 18 de febrero de 2021.